# 鉾立峠 (大分県)
鉾立峠（ほこたてとうげ）は、大分県竹田市（旧久住町）にある峠である。

## 概要
九重連山の1,700m級の山々に囲まれた標高1,360mの峠。日本の百名峠に選定されている。九州最高峰中岳、稲星山、白口岳と立中山、大船山の間を結ぶ鞍部にあたり、九重連山の主要な登山道のひとつである。また、九州自然歩道もこの峠を通る。坊ガツルの南側に位置しており、竹田市側からは坊ガツルへの入口にも当たる。